# Kettingregel
De kettingregel is een formule voor het bepalen van de afgeleide van een samengestelde functie. Veel functies zijn samengesteld uit een aantal elementaire functies, waarvan de afgeleiden bekend zijn.
Als de functie {\displaystyle f=g\circ h} de samenstelling is van de functies {\displaystyle g} en {\displaystyle h}, dus {\displaystyle f(x)=g(h(x))}, dan is:
{\displaystyle f'(x)=g'(h(x))\cdot h'(x)},
of geschreven met differentiaalquotiënten, waarbij men de samenstelling ook met {\displaystyle f} aanduidt en zegt dat {\displaystyle f} via {\displaystyle h} van {\displaystyle x}  afhangt:
{\displaystyle {\frac {{\rm {d}}f}{{\rm {d}}x}}={\frac {{\rm {d}}f}{{\rm {d}}h}}\cdot {\frac {{\rm {d}}h}{{\rm {d}}x}}}
De integratie door substitutie is een van de meest gebruikte technieken om de primitieve functie van een gegeven functie te vinden en volgt uit deze kettingregel.

## Formalisering
Laat {\displaystyle U} en {\displaystyle V} open intervallen zijn en {\displaystyle g:U\to \mathbb {R} } en {\displaystyle h:V\to \mathbb {R} } functies met {\displaystyle h(V)\subseteq U}. Als {\displaystyle h} differentieerbaar is in het punt {\displaystyle a\in V} en {\displaystyle g} differentieerbaar in het punt {\displaystyle h(a)\in U}, dan is de samenstelling {\displaystyle g\circ h:V\to \mathbb {R} } differentieerbaar in {\displaystyle a}, en er geldt: 
{\displaystyle (g\circ h)'(a)=g'(h(a))\cdot h'(a)}

### Schets van een bewijs
{\displaystyle (g\circ h)'(x)=}
{\displaystyle =\lim _{x\to a}{\frac {(g\circ h)(x)-(g\circ h)(a)}{x-a}}}
{\displaystyle =\lim _{x\to a}{\frac {g(h(x))-g(h(a))}{x-a}}}
{\displaystyle =\lim _{x\to a}\left[{\frac {g(h(x))-g(h(a))}{h(x)-h(a)}}\cdot {\frac {h(x)-h(a)}{x-a}}\right]}
{\displaystyle =\lim _{x\to a}{\frac {g(h(x))-g(h(a))}{h(x)-h(a)}}\cdot \lim _{x\to a}{\frac {h(x)-h(a)}{x-a}}}
{\displaystyle =g'(h(x))\cdot h'(x)}
Dit bewijs is niet altijd geldig. Een voorbeeld hiervan is de constante functie. Er geldt dan dat
{\displaystyle h(x)=h(a)}
zodat in het bewijs door 0 zou worden gedeeld.

## Toepassing

### Voorbeelden
De functie
{\displaystyle f(x)=\sin(x^{2})}
is de samenstelling van de functies 
{\displaystyle g(y)=\sin(y)}
en
{\displaystyle h(x)=x^{2}}
De afgeleide van {\displaystyle f} kan met de kettingregel worden bepaald:
{\displaystyle f'(x)=g'(h(x))\cdot h'(x)=\cos(x^{2})\cdot 2x}
De kettingregel maakt het ook mogelijk om de afgeleide te bepalen van functies die uit meer dan twee functies zijn samengesteld. Beschouw de functie:
{\displaystyle f(x)=\sin \left(e^{\cos(2x)}\right)}
Deze functie is een 'ketting' 
{\displaystyle f=d\circ c\circ b\circ a}
van de functies:
{\displaystyle a(x)=2x}
{\displaystyle b(y)=\cos(y)}
{\displaystyle c(z)=e^{z}}
{\displaystyle d(t)=\sin(t)}
De afgeleiden van deze functies zijn:
{\displaystyle a'(x)=2}
{\displaystyle b'(a)=-\sin(a)}
{\displaystyle c'(b)=e^{b}}
{\displaystyle d'(c)=\cos(c)}
De afgeleide van de oorspronkelijke functie is het product van alle afzonderlijke afgeleiden van de schakels, kort geschreven als:
{\displaystyle f'(x)=d'(c)\cdot c'(b)\cdot b'(a)\cdot a'(x)}
dus:
{\displaystyle f'(x)=\cos(c(b(a(x))))\cdot e^{b(a(x))}\cdot (-\sin(a(x)))\cdot 2}
en na invullen
{\displaystyle f'(x)=-2\cdot \sin(2x)\cdot e^{\cos(2x)}\cdot \cos(e^{\cos(2x)})}

### Inverse functie
Met de kettingregel kan een verband gelegd worden tussen de afgeleiden van een functie {\displaystyle f} en daarvan de inverse {\displaystyle f^{-1}}.
Er geldt immers: {\displaystyle f(f^{-1})(x)=x}, zodat volgens de kettingregel:
{\displaystyle (f\circ f^{-1})'(x)=f'(f^{-1}(x))(f^{-1})'(x)=1}
zodat
{\displaystyle (f^{-1})'(x)={\frac {1}{f'(f^{-1}(x))}}}

#### Toepassing
De afgeleide van de arcsinus:
{\displaystyle \arcsin '(x)={\frac {1}{\sin '(\arcsin(x))}}={\frac {1}{\cos(\arcsin(x))}}={\frac {1}{\sqrt {1-\sin ^{2}(\arcsin(x))\ }}}={\frac {1}{\sqrt {1-x^{2}\ }}}}

### Reciproque
De afgeleide van de reciproque {\displaystyle g(x)=1/f(x)} van een functie {\displaystyle f(x)} kan ook met de kettingregel worden bepaald. Er geldt immers: {\displaystyle g(x)=((h\circ f)(x)}, met {\displaystyle h(y)=1/y}, zodat volgens de kettingregel:
{\displaystyle {\frac {\rm {d}}{{\rm {d}}x}}\left({\frac {1}{f(x)}}\right)=g'(x)=h'(f(x))\cdot f'(x)=-{\frac {1}{(f(x))^{2}}}\cdot f'(x)=-{\frac {f'(x)}{(f(x))^{2}}}}

## Meer dan een variabele
Stel dat {\displaystyle f=g\circ h} de samenstelling is van de afbeeldingen {\displaystyle g} en {\displaystyle h} in meer dan een variabele. Bijvoorbeeld
{\displaystyle h:D\subset \mathbb {R} ^{m}\to E\subset \mathbb {R} ^{n},\ g:E\to \mathbb {R} ^{p},\ f=g\circ h:D\to \mathbb {R} ^{p}}
Dan heeft het begrip differentieerbaarheid nog steeds zin, en indien de functies {\displaystyle g} en {\displaystyle h} in de juiste punten differentieerbaar zijn, zijn hun afgeleiden in die punten lineaire afbeeldingen:
{\displaystyle h'(x):\mathbb {R} ^{m}\to \mathbb {R} ^{n},\ g'(h(x)):\mathbb {R} ^{n}\to \mathbb {R} ^{p}}
De meerdimensionale kettingregel zegt dat in dat geval {\displaystyle f} ook differentieerbaar is in {\displaystyle x} en dat zijn afgeleide daar de samengestelde lineaire afbeelding is van de afgeleiden van {\displaystyle h} en {\displaystyle g}
{\displaystyle f'(x)=g'(h(x))\circ h'(x)}
Als de betrokken lineaire afbeeldingen als rechthoekige matrices worden opgevat, die uit alle mogelijke partiële afgeleiden bestaan, dan is de matrix van {\displaystyle f'(x)} gelijk aan het product van de matrices van {\displaystyle g'(h(x))} en {\displaystyle h'(x)}.
{\displaystyle {\partial f_{i} \over \partial x_{k}}=\sum _{j=1}^{n}{\partial g_{i} \over \partial x_{j}}{\partial h_{j} \over \partial x_{k}}\quad } met {\displaystyle i=1,\ldots ,p\ } en {\displaystyle \ k=1,\ldots ,m}
Bijvoorbeeld voor {\displaystyle p=1,m=1}:
{\displaystyle {\frac {{\rm {d}}f}{{\rm {d}}x}}=\sum _{j=1}^{n}{\partial g \over \partial x_{j}}{\partial h_{j} \over \partial x}}
Met aanvullend {\displaystyle h_{j}(x)=x\ } en {\displaystyle \ j=1,\ldots ,n} geeft dit:
Als {\displaystyle f(x)=g(x_{1},\ldots ,x_{n})}, dan
{\displaystyle {\frac {{\rm {d}}f}{{\rm {d}}x}}=\sum _{j=1}^{n}{\partial g \over \partial x_{j}}}
Hieruit volgt bijvoorbeeld de productregel.